# 博蒂达
博蒂达（義大利語：Bottidda），是意大利萨萨里省的一个市镇。总面积33.83平方公里，人口759人，人口密度22.4人/平方公里（2009年）。ISTAT代码为090016。